# 846

## مواليد
- الحسن العسكري الامام الحادي عشر للمؤمنين
- لويس الثاني ملك فرنسا

## وفيات
- 6 ديسمبر - حسن العسكري الإمام الحادي عشر حسب اعتقاد الشيعة الإثنا عشرية. (توفي 874 م)
- ابن سلام الجمحي